# Ампар, Адгур Тариэлович
Адгур Тариэлович Ампар (в крещении Адриан, в монашестве носил имя Андрей абх. Амонахҧшьаҩы Андреи; род. 26 марта 1971, Гудаута) — абхазский художник, председатель Союза художников Республики Абхазия (2017—2018).
В прошлом бывший священнослужитель Майкопско-Адыгейской епархии Русской православной церкви, иеромонах (снял с себя сан); настоятель монастыря святого Апостола Симона Кананита (2011—2013).

## Биография
Родился 26 марта 1971 года в Гудауте в семье заслуженного художника Абхазии Т. А. Ампара (1937—1998). В 1986 году окончил 8 классов средней школы № 10 в городе Сухуме и в том же году поступил в Сухумское художественное училище, которое окончил в 1990 году по специальности художник-оформитель.
В 1991 году поступил на художественно-графический факультет Абхазского государственного университета. 9 апреля 1992 года принял таинство Крещения в Лыхненском храме с именем Адриан. В 1993 году поступил в Московскую духовную семинарию со второго курса которой перевелся в Иконописную школу и окончил её в 1997 году. Его дипломной работой является икона святого великомученика Пантелеимона, находящаяся ныне в храме Троицы Живоначальной в Троицкой слободе в Москве.

### Период религиозности
В 1999 году в домовом храме Майкопской епархии был пострижен в монашество и хиротонисан во пресвитера епископом Пантелеимоном (Кутовым). В том же году переехал в Абхазию, где в качестве настоятеля возглавил Новоафонский монастырь. В 2005 году был выведен за штат Майкопской епархии.
29 мая 2005 года в адыгейской столице Майкопе при посредничестве епископа Майкопского Пантелеимона состоялись переговоры иерея Виссариона Аплиаа и духовенства монастырей на Новом Афоне и в Команах. В результате было принято решение о совместном управлении епархией. Иерей Виссарион и иеромонах Андрей были объявлены равными сопредседателями епархиального совета, а окончательное разрешение проблем планировалось решить на Церковном Собрании.
Во избежание дальнейших конфронтаций, иеромонах Андрей (Ампар) отказался от должности сопредседателя совета. В марте 2007 года был принят новый устав епархии, дающий неограниченную власть иерею Виссариону Аплиаа в делах управления. В июле 2009 года на заседании Епархиального собрания, по предложению иерея Виссариона Аплиаа, был избран секретарем Сухумо-Абхазской епархии.
4 апреля 2011 года, согласно действующему Уставу монастыря св. ап. Симона Кананита и Святогорской традиции на духовном соборе избран братией настоятелем обители.
6 апреля 2011 года решением временного управляющего Пицундско-Сухумской епархией иерея Виссариона Аплиаа отстранён от управления Новоафонским монастырём.
15 мая 2011 года принял участие в состоявшемся в г. Новый Афон Церковно-Народном Собрании (ЦНС). Избран членом Совета образованной церковной организации — Священной Митрополии Абхазии.
20 мая 2011 года на заседании Совета «священной митрополии Абхазии» утверждён в должности настоятеля Новоафонского монастыря и заместителем Председателя Совета.
26 мая 2011 года Указом № 069 епископа Майкопского и Адыгейского Тихона (Лобковского) запрещён в священнослужении сроком на один год, в связи с чем обратился к священноначалию Московского Патриархата с открытым апелляционным письмом. Не исключал для себя возможности окончательно покинуть юрисдикцию Русской православной церкви.
11 июня 2012 года, после прошедшего 6-7 июня 2012 года заседания Священного Синода РПЦ в городе Геленджик, епископом Майкопским и Адыгейским Тихоном (Лобковским) указом № 065 вновь запрещён в служении на три года. После этого фактически вышел из юрисдикции Московского Патриархата, а в 2013 году прекратил общественное служение.
2 октября 2013 года по представлению иеромонаха Андрея решением Совета Священной Митрополии Абхазии обязанности наместника монастыря святого апостола Симона Кананита в Новом Афоне возложены на Давида (Сарсания).
9 октября 2021 года Патриархом Московским и всея Руси Кириллом утверждено решение церковного суда Майкопской епархии об извержении из сана иеромонаха Андрея (Ампара Адгура Тариеловича).

### Карьера художника
В июне 2015 года отказался от священного сана, монашеского образа жизни («со мной произошли метаморфозы: из человека верующего и религиозного я превратился в эволюциониста») и ушёл из церкви. Занимается художественным творчеством в своём доме в Сухуме, где пишет картины в стиле сюрреализма.
27 декабря 2017 года по итогам ежегодного конкурса Министерства культуры Республики Абхазия был назван «Лучшим художником года» за сюрреалистическую работу «Окрас жёлтого покемона».
С 2017 по 2018 год был председателем Союза художников Республики Абхазия.
Выставки
- «Абхазия: душа, воображение, разум», коллективная (20 января — 5 февраля 2015, Сочи, курорт «Роза Хутор», галерея «Автопространство У»)[22]
- «Межвременье», персональная (30 марта — 10 апреля 2021 года, Сухум, Центральный выставочный зал Республики Абхазия)[23].
- «Из фрагментов ‒ целое», персональная (2 — 12 мая 2023 года, Сухум, Центральный выставочный зал Республики Абхазия)[24].